# Malapascua
Malapascua er en ø i Visayas regionen af Filippinerne. Øen strækker sig ca. to kilometer i nord-sydlig retning og er omtrent halvt så bred, på det bredeste sted. 
Øen fik angiveligt sit navn, da spanske opdagelsesrejsende en stormfuld juledag satte fod på øen for at finde ferskvand, men var ude af stand til at finde andet end brakvand. På det lokale sprog, cebuano, betyder Malapascua således dårlig jul. Pascua betyder dog påske på spansk.
I dag er øen en turistdestination i hastig vækst, primært på grund af øens hvide sandstrande og spektakulære dykning. Regionen er blevet udpeget som en udviklingszone af den filippinske regering, og præsident Gloria Macapagal Arroya besøgte øen i februar 2010 for at dykke med rævehajerne ved Monad Shoal, i et forsøg på at promovere øen både lokalt og internationalt. Øen har efter lokale skøn omtrent 5.000 indbyggere, men der findes ikke noget centralt arkiv, hvor tallet kan verificeres og en egentlig folketælling har aldrig fundet sted. De primære erhverv er turisme og fiskeri. 
Øen blev en turistdestination i 1995 da det første ferieresort og dykkercenter åbnede på øen. Siden har rygtet om de sjældne rævehajer spredt sig i dykkerkredse, og dermed båret en hastig udvikling med sig. Malapascua har i dag 7-8 dykkercentre (hvoraf de største er Exotic, Sea Explorers og Thresher Shark Divers) og mere end et dusin hoteller eller resorts. 
Som et led i øens udvikling blev en lokal generatorstation startet i december 2009, og for første gang leveredes centraliseret elektricitet til hele øen. På tegnebordet i Logon Barangay, det lokale bystyre, ligger planerne for et rense- og desalineringsanlæg, der vil kunne levere ferskvand og løse øens kloakeringsproblemer. 